# Econazol
Econazol é um fármaco antifúngico da classe e derivado dos imidazóis. Tem como função impedir a síntese de ergosterol e outros estéres da membrana celular do fungo, descaracterizando assim a função membranar. Na forma farmacêutica creme, não pode ser aplicado na região dos olhos, existindo a opção de administração em colírios ou gotas oftálmicas.
O medicamento apresenta ótima absorção vaginal, nos casos de micoses nesta região.

## Efeitos Secundários
- Comichão
- Ardência
- Formigueiro
- Vermelhidão
- Rash

## Contra-indicações e Precauções
- Deve evitar-se a administração em casos de alergia ao econazol
- Pode estar desaconselhado na gravidez e amamentação